# Persone di nome Stuart
| Questa pagina contiene informazioni ricavate automaticamente dalle voci biografiche con l'ausilio del template Bio e di un bot. L'aggiornamento è periodico e automatico e ricostruisce completamente la pagina. Se manca una persona in questa lista, sei pregato di non aggiungerla, ma accertati piuttosto che la sua voce biografica contenga il template Bio e che i dati anagrafici siano correttamente compilati. Se il template Bio manca, inseriscilo tu stesso o, in alternativa, metti l'avviso {{tmp\|Bio}} che ne segnala la mancanza. Se i dati riportati sono sbagliati, correggi direttamente la voce biografica; le modifiche saranno visibili in questa lista entro pochi giorni. Per chiarimenti vedi il progetto antroponimi. La lista contiene solo le 142 persone che sono citate nell'enciclopedia e per le quali è stato implementato correttamente il template Bio. Pagina aggiornata al 16 ott 2024. |

Questa è una lista di persone presenti nell'enciclopedia che hanno il prenome Stuart, suddivise per attività principale.

## Allenatori di calcio(9)
- Stuart Baxter, allenatore di calcio e ex calciatore scozzese (Wolverhampton, n. 1953)
- Stuart Boam, allenatore di calcio e ex calciatore inglese (Kirkby-in-Ashfield, n. 1948)
- Stuart Charles-Fevrier, allenatore di calcio santaluciano (n. 1959)
- Stuart Gray, allenatore di calcio e ex calciatore inglese (Withernsea, n. 1960)
- Stu Jacobs, allenatore di calcio e ex calciatore neozelandese (n. 1965)
- Stuart Murdoch, allenatore di calcio inglese (Blackpool, n. 1950)
- Stuart Pearce, allenatore di calcio e ex calciatore inglese (Londra, n. 1962)
- Stuart Taylor, allenatore di calcio e ex calciatore scozzese (Glasgow, n. 1974)
- Stuart Wardley, allenatore di calcio e ex calciatore inglese (Cambridge, n. 1975)

## Arbitri di calcio(1)
- Stuart Attwell, arbitro di calcio inglese (Nuneaton, n. 1982)

## Artisti(2)
- Stuart Devlin, artista australiano (Geelong, n. 1931 - Chichester, † 2018)
- Stuart Semple, artista e critico d'arte britannico (n. 1980)

## Astronauti(1)
- Stuart Roosa, astronauta statunitense (Durango, n. 1933 - Washington, † 1994)

## Attivisti(1)
- Stuart Milk, attivista statunitense (New York, n. 1960)

## Attori(15)
- Stuart Erwin, attore statunitense (Squaw Valley, n. 1903 - Beverly Hills, † 1967)
- Stuart Graham, attore britannico (Belfast, n. 1967)
- Bruce Greenwood, attore canadese (Rouyn-Noranda, n. 1956)
- Stuart Greer, attore statunitense (n. 1959)
- Stuart Holmes, attore statunitense (Chicago, n. 1884 - Hollywood, † 1971)
- Stuart Lancaster, attore statunitense (Evanston, n. 1920 - Los Angeles, † 2000)
- Stuart Margolin, attore e regista statunitense (Davenport, n. 1940 - Staunton, † 2022)
- Stuart Martin, attore britannico (Ayr, n. 1986)
- Stuart Neal, attore e cantante inglese
- Stuart Pankin, attore statunitense (Filadelfia, n. 1946)
- Stuart Randall, attore statunitense (Brazil, n. 1909 - San Bernardino, † 1988)
- Stuart Townsend, attore e regista irlandese (Howth, n. 1972)
- Stuart Wells, attore britannico (Wallsend, n. 1982)
- Stuart Whitman, attore statunitense (San Francisco, n. 1928 - Montecito, † 2020)
- Stuart Wilson, attore inglese (Guildford, n. 1946)

## Avventurieri(1)
- Stuart Robert Glass, avventuriero e velista canadese (Londra, n. 1951 - Oceano Pacifico, † 1978)

## Bassisti(4)
- Stu Cook, bassista statunitense (Stanton, n. 1945)
- Stuart Hamm, bassista statunitense (New Orleans, n. 1960)
- Stuart Sutcliffe, bassista e pittore britannico (Edimburgo, n. 1940 - Amburgo, † 1962)
- Stuart Zender, bassista inglese (Sheffield, n. 1974)

## Batteristi(3)
- Stuart Cable, batterista e personaggio televisivo britannico (Aberdare, n. 1970 - Llwydcoed, † 2010)
- Stuart Elliott, batterista inglese (Londra, n. 1953)
- Stuart Tosh, batterista e cantante scozzese (Aberdeen, n. 1948)

## Biologi(1)
- Stuart Kauffman, biologo statunitense (n. 1939)

## Calciatori(22)
- Stuart Armstrong, calciatore scozzese (Inverness, n. 1992)
- Sammy Baird, calciatore e allenatore di calcio scozzese (Denny, n. 1930 - Bangor, † 2010)
- Stuart Beedie, ex calciatore scozzese (Aberdeen, n. 1960)
- Stuart Carswell, calciatore scozzese (Bellshill, n. 1993)
- Stuart Dallas, ex calciatore nordirlandese (Cookstown, n. 1991)
- Stuart Elliott, ex calciatore nordirlandese (Belfast, n. 1978)
- Stuart Findlay, calciatore scozzese (Rutherglen, n. 1995)
- Ricardo Goss, calciatore sudafricano (Durban, n. 1994)
- Stuart Kennedy, ex calciatore scozzese (Grangemouth, n. 1953)
- Stuart Macrae, calciatore inglese (n. 1855 - † 1927)
- Stuart Malcolm, calciatore scozzese (Edimburgo, n. 1979)
- Stuart Massey, ex calciatore inglese (Crawley, n. 1964)
- Stuart McManus, ex calciatore scozzese (Falkirk, n. 1965)
- Stuart Musialik, ex calciatore australiano (Newcastle, n. 1985)
- Stuart O'Keefe, calciatore inglese (Eye, n. 1991)
- Stuart John Parker, ex calciatore britannico (Preston, n. 1954)
- Stuart Kevin Parker, ex calciatore inglese (Nantwich, n. 1963)
- Stuart Parnaby, ex calciatore inglese (Durham, n. 1982)
- Stuart Pearson, ex calciatore e allenatore di calcio inglese (Kingston upon Hull, n. 1949)
- Stuart Ripley, ex calciatore inglese (Middlesbrough, n. 1967)
- Stuart Taylor, ex calciatore inglese (Romford, n. 1980)
- Stuart Williams, calciatore e allenatore di calcio gallese (Wrexham, n. 1930 - Southampton, † 2013)

## Canottieri(1)
- Stuart MacKenzie, canottiere australiano (n. 1936 - Taunton, † 2020)

## Cantanti(2)
- Unknown Hinson, cantante e doppiatore statunitense (Albemarle, n. 1954)
- Adam Ant, cantante, polistrumentista e attore britannico (Marylebone, n. 1954)

## Cantautori(1)
- Stuart Murdoch, cantautore e musicista britannico (Clarkston, n. 1968)

## Cavalieri(1)
- Stuart Tinney, cavaliere australiano (n. 1964)

## Cestisti(5)
- Stu Douglass, ex cestista statunitense (Indianapolis, n. 1990)
- Stuart Gray, ex cestista statunitense (Zona del Canale di Panama, n. 1963)
- Stu Inman, cestista, allenatore di pallacanestro e dirigente sportivo statunitense (Alameda, n. 1926 - Lake Oswego, † 2007)
- Stu Jackson, ex cestista, allenatore di pallacanestro e dirigente sportivo statunitense (Reading, n. 1955)
- Stu Lantz, ex cestista statunitense (Uniontown, n. 1946)

## Ciclisti su strada(1)
- Stuart O'Grady, ex ciclista su strada e pistard australiano (Adelaide, n. 1973)

## Compositori(1)
- Stu Phillips, compositore e direttore d'orchestra statunitense (n. 1929)

## Direttori della fotografia(1)
- Stuart Dryburgh, direttore della fotografia neozelandese (Londra, n. 1952)

## Disc jockey(1)
- Stuart Price, disc jockey, produttore discografico e musicista britannico (North Yorkshire, n. 1977)

## Doppiatori(1)
- S. Scott Bullock, doppiatore e attore statunitense (Santa Monica, n. 1956)

## Egittologi(1)
- Stuart Tyson Smith, egittologo, antropologo e archeologo statunitense (n. 1960)

## Filosofi(1)
- Stuart Hampshire, filosofo inglese (Healing, n. 1914 - Oxford, † 2004)

## Fisici(1)
- Stuart Freedman, fisico statunitense (Hollywood, n. 1944 - Santa Fe, † 2012)

## Fumettisti(1)
- Stuart Immonen, fumettista canadese

## Generali(1)
- Stuart William Peach, generale britannico (Walsall, n. 1956)

## Giavellottisti(1)
- Stuart Farquhar, ex giavellottista neozelandese (Te Aroha, n. 1982)

## Giocatori di lacrosse(1)
- Stuart Laidlaw, giocatore di lacrosse canadese (Havelock, n. 1877 - Vancouver, † 1960)

## Giocatori di poker(1)
- Stu Ungar, giocatore di poker statunitense (New York, n. 1953 - Las Vegas, † 1998)

## Giocatori di snooker(2)
- Stuart Bingham, giocatore di snooker inglese (Basildon, n. 1976)
- Stuart Carrington, giocatore di snooker inglese (Grimsby, n. 1990)

## Giornalisti(1)
- Stuart Clark, giornalista e astronomo inglese (Inghilterra)

## Golfisti(1)
- Stu Stickney, golfista statunitense (St. Louis, n. 1877 - St. Louis, † 1932)

## Imprenditori(1)
- Stuart Holden, imprenditore, ex calciatore e commentatore televisivo scozzese (Aberdeen, n. 1985)

## Medici(1)
- Stuart Hameroff, medico statunitense (Buffalo, n. 1947)

## Musicisti(2)
- Stuart Chatwood, musicista canadese (Fleetwood, n. 1969)
- Stuart Staples, musicista, compositore e cantante britannico (Nottingham, n. 1965)

## Piloti automobilistici(1)
- Stuart Lewis-Evans, pilota di Formula 1 britannico (Luton, n. 1930 - East Grinstead, † 1958)

## Piloti motociclistici(1)
- Stuart Graham, pilota motociclistico britannico (Nantwich, n. 1942)

## Pittori(1)
- Stuart Davis, pittore statunitense (Filadelfia, n. 1892 - New York, † 1964)

## Polistrumentisti(1)
- Stuart Duncan, polistrumentista statunitense (Quantico, n. 1964)

## Politici(1)
- Stuart Agnew, politico britannico (Norwich, n. 1949)

## Produttori cinematografici(1)
- Stuart Baird, produttore cinematografico, montatore e regista britannico (Uxbridge, n. 1947)

## Pugili(1)
- Stuart Long, pugile e presbitero statunitense (Seattle, n. 1963 - Helena, † 2014)

## Registi(10)
- Stuart Blackton, regista, produttore cinematografico e attore britannico (Sheffield, n. 1875 - Glendale, † 1941)
- Stuart Cooper, regista, attore e sceneggiatore statunitense (Hoboken, n. 1942)
- Stuart Gillard, regista, sceneggiatore e attore canadese (Coronation, n. 1950)
- Stuart Gordon, regista, sceneggiatore e produttore cinematografico statunitense (Chicago, n. 1947 - Los Angeles, † 2020)
- Stuart Hagmann, regista, sceneggiatore e regista televisivo statunitense (Sturgeon Bay, n. 1942)
- Stuart Hazeldine, regista e sceneggiatore britannico (Surrey, n. 1971)
- Stuart Heisler, regista e montatore statunitense (Los Angeles, n. 1896 - San Diego, † 1979)
- Stuart Paton, regista, sceneggiatore e attore scozzese (Glasgow, n. 1883 - Woodland Hills, † 1944)
- Stuart Rosenberg, regista statunitense (Brooklyn, n. 1927 - Beverly Hills, † 2007)
- Stuart Walker, regista e produttore cinematografico statunitense (Augusta, n. 1888 - Beverly Hills, † 1941)

## Rugbisti a 15(7)
- Stuart Abbott, ex rugbista a 15 sudafricano (Città del Capo, n. 1978)
- Stuart Grimes, ex rugbista a 15, allenatore di rugby a 15 e imprenditore britannico (Aberdeen, n. 1974)
- Stuart Hogg, ex rugbista a 15 britannico (Melrose, n. 1992)
- Stuart Lane, rugbista a 15 britannico (Tredegar, n. 1952)
- Stuart McInally, rugbista a 15 britannico (Edimburgo, n. 1990)
- Stuart Watkins, ex rugbista a 15 gallese (Newport, n. 1941)
- Stu Wilson, ex rugbista a 15 e conduttore radiofonico neozelandese (Gore, n. 1954)

## Scacchisti(2)
- Stuart Conquest, scacchista britannico (Ilford, n. 1967)
- Stuart Rachels, scacchista statunitense (Birmingham, Alabama, n. 1969)

## Sceneggiatori(2)
- Stuart Beattie, sceneggiatore e regista australiano (Melbourne, n. 1972)
- Stuart Blumberg, sceneggiatore, regista e produttore cinematografico statunitense (Cleveland, n. 1969)

## Scenografi(1)
- Stuart A. Reiss, scenografo statunitense (Chicago, n. 1921 - † 2014)

## Scrittori(10)
- Stuart Cloete, scrittore, saggista e biografo sudafricano (Parigi, n. 1897 - Città del Capo, † 1976)
- Stuart Dybek, scrittore e poeta statunitense (Chicago, n. 1942)
- Stuart Hill, scrittore britannico (Leicester, n. 1958)
- Stuart M. Kaminsky, scrittore, saggista e giornalista statunitense (Chicago, n. 1934 - Saint Louis, † 2009)
- Stuart N. Lake, scrittore statunitense (Rome, n. 1889 - San Diego, † 1964)
- Stuart MacBride, scrittore britannico (Dumbarton, n. 1969)
- Alistair MacLean, scrittore britannico (Glasgow, n. 1922 - Monaco di Baviera, † 1987)
- Stuart Palmer, scrittore statunitense (Baraboo, n. 1905 - † 1968)
- Stuart Wilde, scrittore britannico (Farnham, n. 1946 - Irlanda, † 2013)
- Stuart Woods, scrittore statunitense (Manchester, n. 1938 - Washington, † 2022)

## Sociologi(2)
- Stuart Dodd, sociologo statunitense (Talbas, n. 1900 - † 1975)
- Stuart Hall, sociologo e attivista giamaicano (Kingston, n. 1932 - Londra, † 2014)

## Storici(1)
- Stuart Woolf, storico inglese (Londra, n. 1936 - Firenze, † 2021)

## Tennisti(1)
- Stuart Bale, ex tennista britannico (Londra, n. 1964)

## Truccatori(1)
- Stuart Freeborn, truccatore britannico (Londra, n. 1914 - Leyton, † 2013)

## Velisti(2)
- Stuart Bithell, velista britannico (Rochdale, n. 1986)
- Stuart McNay, velista statunitense (Boston, n. 1981)

## Velocisti(1)
- Stuart Dutamby, velocista francese (Saint-Germain-en-Laye, n. 1994)

## Wrestler(1)
- Wade Barrett, ex wrestler britannico (Penwortham, n. 1980)

## Senza attività specificata(3)
- Stuart Cassidy, ex ballerino inglese (Ellis, n. 1968)
- Stuart Lancaster, allenatore di rugby a 15 e ex rugbista a 15 britannico (Penrith, n. 1969)
- Stuart Wilson, tecnico del suono britannico (Scozia)